# 오렌지 카운티 (영화)
《오렌지 카운티》(영어: Orange County)는 미국에서 제작된 제이크 캐즈던 감독의 2002년 코미디 영화이다. 콜린 행크스, 잭 블랙 등이 출연하였고, 스콧 루딘 등이 제작에 참여하였다.

## 줄거리
풍족한 남부 캘리포니아 오렌지 카운티에서 서핑과 음주가무에만 빠져 살던 십대 숀은 친구 로니가 서핑 사고로 사망하면서 삶을 되돌아보게 된다.
해변에서 우연히 마커스 스키너의 소설책을 발견한 숀은 이를 완독하고 감명을 받아 작가가 되기로 결심한다. 숀은 스키너가 영어 교수로 있는 스탠퍼드 대학교에 가기 위해 SAT에서 고득점을 받는 등 만전을 기한다.
숀은 대입 상담 교사의 권유에 따라 전략상 스탠퍼드 한 곳에만 지원한다. 그러나 대입 상담 교사가 성적 증명서를 다른 학생 것과 뒤바꿔 보내면서 일이 꼬인다.

## 출연
- 콜린 행크스 - 숀 브럼더 역
- 잭 블랙 - 랜스 브럼더 역
- 캐서린 오하라 - 신디 브럼더 역
- 스카일러 피스크 - 애슐리 역
- 존 리스고 - 버드 브럼더 역
- 해럴드 레이미스 - 돈 더킷, 스탠퍼드 입학처장 역
- 제인 애덤스 - 모나 역
- 게리 마셜 - 아서 갠트너 역
- 데이나 아이비 - 비라 갠트너 역
- 칼리 포프 - 타니아 역
- 체비 체이스 - 하버트 교장 역
- 릴리 톰린 - 샬럿 코브, 대입 상담 교사 역
- 레슬리 맨 - 크리스타 역
- 브렛 해리슨 - 로니 역
- 카일 하워드 - 알로 역
- R.J. 놀 - 채드 역
- 조지 머독 - 밥 뷰글러 역
- 모니카 키나 - 그레천 역
- 프랜 크랜즈 - 셰인 브레이너드 역
- 마이크 화이트 - 버크 씨, 영어 교사 역
- 세라 헤이건 - 세라
- 리지 캐플런 - 남학생 사교 클럽 파티 참석자 역
- 냇 팩슨 - 킵 역
- 알렉산드라 브레킨리지 - 애나 역 (크레디트 미기재)
- 케빈 클라인 - 마커스 스키너 역 (크레디트 미기재)
- 벤 스틸러 - 소방관 역 (크레디트 미기재)
- 너태샤 멜닉

## 기타 제작진
- 배역: 메리 버뉴, 앤 매카시, 펄리샤 퍼사노
- 미술: 게리 프룻커프
- 의상: 데브라 맥과이어
- 음악 감독: 마니시 라발, 톰 울프